# Hermann Baumann (musicista)
Hermann Baumann (Amburgo, 1º agosto 1934 – 29 dicembre 2023) è stato un cornista e insegnante tedesco.
Dopo aver iniziato la sua carriera musicale come cantante e percussionista jazz, passa al corno all’età di 17 anni. Dopo gli studi con Fritz Huth alla Hochschule für Musik di Würzburg suona per 12 anni come Primo corno di diverse orchestre, come i Dortmunder Philharmoniker e l’Orchestra Sinfonica della Radio di Stoccarda.
La sua carriera da solista inizia nel 1964, quando vince il primo premio al Concorso ARD di Monaco di Baviera. Ha realizzato diverse registrazioni discografiche. Nel 1999 la "Historic Brass Society" gli ha conferito il premio Christopher Monk per il suo contributo alla musica eseguita con strumenti antichi.
Ha insegnato alla Folkwang Hochschule di Essen per oltre 30 anni ed ha partecipato ad innumerevoli convegni in tutto il mondo.